# Ruellia heterotricha
Ruellia heterotricha är en akantusväxtart som beskrevs av Defl.. Ruellia heterotricha ingår i släktet Ruellia och familjen akantusväxter. Inga underarter finns listade i Catalogue of Life.